# Gevherriz Kalfa
Gevherriz Kalfa (1863 – 1940) byla milenka osmanského sultána Murada V.  

## Život
Gevherriz Kalfa se narodila okolo roku 1862 v Soči v tehdejší Abcházii. Byla dcerou Halila Beye.
Gevherriz byla nositelkou titulu gözde (vybraná; nejnižší post, jaký mohla konkubína mít). Bylo to v době, kdy ještě Murad nebyl sultánem. Byla správkyní harému v paláci Çırağan a mluvila velmi dobře francouzsky; učila francouzštinu malé prince a sultánky. 
Po smrti sulátna Murada V. v roce 1904 se Gevherriz prodala za Hüsnü Beye, hlavního poradce nového sultána Abdulhamida II. 